# 衣索比亞比爾
衣索比亞比爾 是衣索比亞的流通貨幣。1976年前，比爾的英文官方譯名是dollar，後改為現在的birr。厄利垂亞在1993到1997年期間也使用比爾作為流通貨幣。貨幣編號ETB。

## 流通中的貨幣

### 硬幣

衣索比亞現在流通的硬幣。

- 1 生丁
  - 正面：獅子
  - 背面：圖案和面值
- 5 生丁
  - 正面：獅子
  - 背面：圖案和面值
- 10 生丁
  - 正面：獅子
  - 背面：圖案和面值
- 25 生丁
  - 正面：獅子
  - 背面：圖案和面值
- 50 生丁
  - 正面：獅子
  - 背面：圖案和面值
- 1 比爾
  - 正面：獅子
  - 背面：天平

### 紙幣

#### 2003年
增加防偽金屬線。
- 50 比爾
  - 正面：農業活動
  - 背面：城堡
- 100 比爾
  - 正面：農業活動
  - 背面：使用顯微鏡的人

#### 1997年
- 1 比爾
  - 正面：一個小孩
  - 背面：瀑布
- 5 比爾
  - 正面：整理農作物的男人
  - 背面：動物
- 10 比爾
  - 正面：正在編織的女人
  - 背面：農業活動
- 50 比爾
  - 正面：農業活動
  - 背面：城堡
- 100 比爾
  - 正面：農業活動
  - 背面：使用顯微鏡的人

## 外部連結
- 唐的世界硬币画廊：Ethiopia
- 罗恩·怀斯的世界纸币：Ethiopia 镜像网站
- 现代金融系统表格－库尔特·舒勒制作：Ethiopia 镜像网站
- 镜像网站
- 环球货币历史：Ethiopia
- 《环球金融资料》系列：Ethiopia Birr
- 《环球金融资料》货币历史表格（ 微软试算表格式）
- 埃塞俄比亚的钞票 （页面存档备份，存于） （英文） （德文）